# Thomas I van Coucy
Thomas I de Coucy (1078-1130) was de zoon van Engelram I van Coucy en diens eerste, later verstoten vrouw Adèle van Marle.
De huwelijksperikelen van de ouders, door abt Guibert van Nogent in zijn bekentenissen uitgebreid beschreven, hebben vermoedelijk een grote, en nefaste, invloed op de zoon gehad. Engelram twijfelde openlijk aan zijn vaderschap en Thomas haatte zijn vader.

Thomas was, zo schrijft abt Suger van Saint-Denis, als "een razende wolf". Hij nam aan de zijde van de graaf van Namen, de bedrogen echtgenoot van de tweede vrouw van zijn eigen vader, deel aan een vernietigende oorlog tussen de feodale heren van Namen en Coucy.

Omdat de in sterke kastelen verblijvende heren elkaar niet konden treffen werd de oorlog tegen de boerenbevolking gevoerd; brandschatten, plunderen, het afhakken van de voeten van lijfeigenen, het uitsteken van hun ogen en het vernielen van molens en wijngaarden behoorden tot de methoden waarmee de ridders elkaar bevochten.
De burgerbevolking was zozeer getroffen dat de gevolgen een generatie later nog merkbaar waren.

In 1095 trokken vader en zoon Coucy beiden naar Jeruzalem op de eerste kruistocht. Hun wederzijdse haat was bij terugkomst nog onverminderd en misschien was de kruistocht een middel geweest om de verwoestende agressie van de ridderstand te kanaliseren en te gebruiken in de strijd tegen de oprukkende islam.

Thomas erfde van zijn moeder de domeinen van Marle en La Fère en voegde deze in 1116 bij de dood van zijn vader samen met het domein van Coucy.
De regering van Thomas werd gekenmerkt door geweld, sadisme en bandeloosheid. Vanuit kastelen die, nog steeds volgens Suger, "nesten voor draken en holen voor dieven waren" overviel Thomas de bezittingen van de koning, de kerk en zijn buren. De daarbij gevangengenomen mannen werden aan hun testikels opgehangen en bij een gelegenheid sneed Thomas zelf dertig mannen de keel door. Abt Guibert van Nogent noemde hem de "slechtste man van zijn generatie" en pas na gewapend ingrijpen van koning Lodewijk VI van Frankrijk en excommunicatie door de kerk werd Thomas ertoe bewogen om enkele geroofde kastelen en landgoederen weer af te staan.

Zoals in de middeleeuwen gebruikelijk heeft Thomas op zijn sterfbed grote legaten aan de kerk gedaan in de hoop en verwachting dat hij daarmee een plek in de hemel kon kopen.De abdij van Nogent kreeg een groot legaat en in Prémontré werd een nieuwe abdij gesticht.
De bij Engelram I van Coucy beschreven heldendaad in het Heilige land waaraan de heren van Coucy hun wapen ontleenden kan zowel aan vader als zoon Coucy worden toegeschreven.
Thomas was driemaal getrouwd en werd in Coucy opgevolgd door zijn zoon Engelram II en in Amiens door zijn zoon Robrecht.
Zie: Heren van Coucy